# Cyclobutan

Phân tử cyclobutan

Cyclobutan, C4H8, là một cycloankan chứa 4 nguyên tử cacbon, trong đó tất cả các nguyên tử cacbon được kết nối với nhau tạo ra vòng.

## Cấu trúc phân tử
Nếu góc liên kết giữa các nguyên tử cacbon là 90 độ, các liên kết bị căng một cách đáng kể và vì thế cyclobutan không đồng phẳng mà có hình mái nhà. Góc giữa 2 "mái nhà" khoảng 20-25 độ. Chúng có năng lượng liên kết lớn hơn so với các phân tử butan mạch thẳng hoặc các cycloankan đồng vòng lớn hơn, chẳng hạn như cyclohexan. Vì vậy cyclobutan là không ổn định ở nhiệt độ cao hơn 775 K (khoảng 502 °C).

## Tính chất hoá học
Cyclobutan có phản ứng cộng H2 xúc tác Ni, phản ứng thế halogen dưới tác dụng của ánh sáng và phản ứng cháy